# 源行遠
源行遠(みなもとの　ゆきとお)とは平安時代後期の武士。源頼信の四男頼任（河内冠者）の曾孫、源師行の息子。左衛門尉、検非違使、従五位下。

## 概要
北面武士として白河天皇に使える。（1114年）5月、行遠の郎党が殺害されるという事件が発生する。犯人は源為義によって匿われる。元永元年（1118）一月、検非違使宣旨、従五位下。父親の師行と同官職。

## 逸話
「宇治拾遺物語巻十一　（１２９）白河法皇北面、受領の下りのまねの事」白河法皇が北面の武士たちに、国司が任国へ下る行列のまねをさせた。それぞれ錦や唐綾の衣で着飾るなか、源行遠と言うものは特に一生懸命用意をしていた。前もって自分の装いを見られるとつまらないと思い、従者に「様子を見てこい」と命じて自分は機会を見計らって行列に合流するつもりで御所近くの家に身を潜めていた。ところが、従者はいつまでも帰ってこない。しびれを切らした頃に帰ってきて、「いやあ、すばらしい行列でした」などと言う。よくよく訊くと、催しは既に終わっていた。行遠は「なぜ自分を呼びに来なかったのだ」と従者を問い詰めると、「『見てこい』と言われたので、見てきました」と返された。行遠はこの不参のせいで謹慎を命じられたが、事情を知った法皇に笑って許されたという。

## 系譜
父源師行
母不詳
妻不詳
子 源行康、藤原季範室、 源重子